# モリブデン酸アンモニウム
モリブデン酸アンモニウム(Ammonium heptamolybdate)は、化学式(NH4)6Mo7O24の無機化合物である。通常は四水和物として見られ、二水和物も知られている。無色の固体で、単にAmmonium molybdateとも言うが、その場合、オルトモリブデン酸アンモニウム(NH4)2MoO4やその他の化合物を指すこともある。最も一般的なモリブデン化合物の1つである。

## 合成
過剰量のアンモニアを含む水溶液に酸化モリブデン(VI)を溶解し、溶液を室温で蒸発させることで容易に生成する。溶液が蒸発する間にアンモニアはなくなる。この方法により、モリブデン酸アンモニウムの四水和物でできた6面の透明なプリズムができる。
パラモリブデン酸アンモニウムの溶液は酸と反応し、モリブデン酸とアンモニウム塩を生じる。濃縮した溶液のpHの値は、5から6の間である。

## 構造
インバー・リンドクヴィストにより最初に結晶構造が解析されたが、その後、再解析された。全てのMo中心は八面体である。オキシド配位子はいくつかが末端にあり、いくつかが二重架橋しており、若干が三重架橋している。

塩は、モリブデン酸ヘキサアニオンを含む。

## 利用
- 水溶液（色素、河川水、海水等）中のリン酸塩、ケイ酸塩、ヒ酸塩、鉛の定量に用いる分析試薬[4]
- 金属モリブデンとセラミックスの製造
- 脱水素脱硫結晶の生成
- 金属の固定
- 電気めっき
- 穀物の肥料
- 3-5%濃度でトレハロースの存在下で生体用電子顕微鏡のネガティブ染色[5]、または飽和濃度でクライオネガティブ染色[6][7]
- フレーデ試薬の成分としてレクリエーショナルドラッグの検出

## 関連化合物
モリブデン酸カリウムは、同様に四水和物として得られ、アンモニウム塩と非常に似ている。

## 安全性
モリブデン酸は通常毒性が低く、これまで事故はほとんど報告されていない。